# Стефанаки Савов
Стефан (Стефанаки) Христов Савов е български революционер, Ботев четник, обществен и политически деец, депутат.

## Биография
Стефанаки Савов е роден на 10 януари 1854 година в град Враца, тогавашната Османска империя. Женен е за Мария Николова Савова (Статкова), с която имат двама сина – Димитър Савов и Христо Савов. Мария Николова Савова (Статкова) е сестра на Васил Статков, мъж на Параскева (Кета) Захариева Статкова (Печеняшка), племенница на Стефанаки Савов. 
Христо Савов, баща на Стефанаки Савов, е бил съдържател на хан във Враца и заможен търговец. Ханът му е бил средище на врачанските дейци на Вътрешната революционна организация. Първи братовчеди на Стефан Савов са революционерите Саво Петров и Мито Ангелаков. Савов учи във Възнесенското училище, но след смъртта на баща си се отказва от учението и се заема с търговия на кожи, вълна и добитък. Савов става секретар на основания на 10 юли 1872 година Врачански частен революционен комитет. След смъртта на Левски революционната дейност във Враца запада, а Савов става адвокат. На 21 октомври 1875 година Врачанският революционен комитет е обновен и Савов става отново негов секретар и участва в подготовката на въстание. Заедно със Саво Петров отиват до Оряхово да убедят Христо Ботев да отложи за 1 юни качването на парахода „Радецки“, но не успяват и се присъединяват към него. Савов участва в сраженията на Ботевата чета и след смъртта на войводата върви с групата на Димитър Икономов. Дават сражения на турците при село Лютиброд. При село Литаково се предават и са отведени от турски части към Орхание. Лежи в Софийския и Берковския затвор със смъртна присъда, която после е заменена с доживотен затвор. Излежава присъдата си във Видин, където и дочаква Освобождението на България. 
Той е един от основателите на ученолюбивото дружество „Развитие“.  Дълги години е бил и негов председател. През 1885 година организира първия молебен на Милин камък. Член и ръководител на Прогресивно-либералната партия във Врачанско. Бил е народен представител в десет парламента през периода 1884-1913 година.
През декември 1895 година е делегат от Врачанското македонско дружество на Втория конгрес на Македонската организация. Там той е сред групата на русофилската опозиция, срещу която се противостоят военните и Наум Тюфекчиев.
Стефанаки Савов умира на 2 декември 1930 година на 76 години.  Погребан е в двора на църквата „Свети Николай“. По-късно е обявен за почетен гражданин на Враца.
Стефанаки Савов е дядо на политика Стефан Савов.
- Паметна плоча на стената на хана на Стефанаки Савов
- Сградата на хана на Савови, намиращ се в центъра на Враца